# Kypello Ellados 2011-2012
La Coppa di Grecia 2011-2012 è stata la 70ª edizione del torneo. La competizione è iniziata il 9 novembre 2011 ed è terminato il 28 aprile 2012. L'Olympiacos ha vinto il trofeo per la venticinquesima volta, battendo in finale l'Atromītos. Alla coppa hanno partecipato 57 squadre.

## Primo turno
Hanno partecipato a questo turno 10 squadre di Football League 2. Le partite si sono giocate il 9 e il 13 novembre 2011.
| Squadra 1           | Risultato         | Squadra 2    |
| ------------------- | ----------------- | ------------ |
| Rouf                | 1 – 0             | AO Chania    |
| Ikonomos Tsaritsani | 2 – 2 (5 – 4 dtr) | Tīlykratīs   |
| Apollōn Smyrnīs     | 4 – 2             | Panīleiakos  |
| Asteras Magoulas    | 1 – 0             | Īlisiakos    |
| Ethnikos Gazoros    | 0 – 1             | Aetos Skydra |

## Secondo turno
Le partite sono state giocate tra il 22 e il 24 novembre 2011.
| Squadra 1                 | Risultato         | Squadra 2          |
| ------------------------- | ----------------- | ------------------ |
| Ikonomos Tsaritsani       | 1 – 1 (4 – 5 dtr) | Panserraïkos       |
| Proodeftikī               | 1 – 0             | PAS Giannina       |
| Apollōn Kalamarias        | 1 – 2             | Anagennīsī Epanomī |
| Vataniakos                | 0 – 1             | Agrotikos Asteras  |
| Doxa Kranoula             | 2 – 2 (3 – 4 dtr) | Panachaïkī         |
| Zakynthos                 | 0 – 1             | Pierikos           |
| Kalamata                  | 0 – 0 (3 – 0 dtr) | Fōkikos            |
| Glyfada                   | 2 – 2 (4 – 5 dtr) | Kallonī            |
| Megas Alexandros Iraklias | 0 – 2             | Ethnikos Asteras   |
| Nikī Volo                 | 0 – 1             | Thrasyvoulos       |
| Aetos Skydra              | 1 – 0             | Īraklīs Psachna    |
| Tyrnavos                  | 0 – 2             | GAS Veria          |
| Rouvas                    | 0 – 1             | Larissa            |
| Apollōn Smyrnīs           | 0 – 2             | Panthrakikos       |
| Asteras Magoulas          | 2 – 4 (dts)       | Kallithea          |
| Pontii Katerini           | 1 – 0             | Vyzas              |
| Odysseas Anagennisi       | 0 – 0 (3 – 4 dtr) | Platanias          |
| Rouf                      | 0 – 0 (2 – 4 dtr) | Diagoras           |

## Terzo turno
Le partite sono state giocate il 7 dicembre 2011.
| Squadra 1    | Risultato | Squadra 2 |
| ------------ | --------- | --------- |
| Aetos Skydra | 0 – 1     | Pierikos  |
| Kallithea    | 1 – 0     | GAS Veria |

## Sedicesimi di finale
Le partite si sono giocate tra il 20 e il 22 dicembre 2011.
| Squadra 1          | Risultato          | Squadra 2        |
| ------------------ | ------------------ | ---------------- |
| Agrotikos Asteras  | 0 – 1              | Panathīnaïkos    |
| Kallonī            | 2 – 3 (dts)        | Paniōnios        |
| Pontii Katerini    | 0 – 2              | Skoda Xanthi     |
| Thrasyvoulos       | 0 – 0 (5 – 3 dtr)  | Levadeiakos      |
| Proodeftikī        | 0 – 5              | Asteras Tripolīs |
| Anagennīsī Epanomī | 2 – 3              | Atromītos        |
| Panserraïkos       | 1 – 0 (dts)        | Ergotelīs        |
| Kallithea          | 0 – 1              | Doxa Dramas      |
| Platanias          | 0 – 3              | Kerkyra          |
| Ethnikos Asteras   | 0 – 3              | PAOK             |
| Pierikos           | 1 – 3              | Olympiacos       |
| Larissa            | 0 – 0 (9 – 10 dtr) | Panaitōlikos     |
| Diagoras           | 0 – 1              | PAS Giannina     |
| Kalamata           | 0 – 1              | AEK Atene        |
| Panachaïkī         | 0 – 1 (dts)        | OFI Creta        |
| Panthrakikos       | 1 – 2              | Arīs Salonicco   |

## Ottavi di finale
Le partite si sono giocate tra l'11 e il 19 gennaio 2012.
| Squadra 1    | Risultato         | Squadra 2        |
| ------------ | ----------------- | ---------------- |
| Kerkyra      | 2 – 0             | Doxa Dramas      |
| PAS Giannina | 1 – 4             | Asteras Tripolīs |
| Olympiacos   | 3 – 0             | Thrasyvoulos     |
| Paniōnios    | 0 – 0 (4 – 3 dtr) | Panathīnaïkos    |
| Atromītos    | 2 – 1             | Arīs Salonicco   |
| Skoda Xanthi | 1 – 2             | Panserraïkos     |
| PAOK         | 2 – 0             | AEK Atene        |
| Panaitōlikos | 1 – 3             | OFI Creta        |

## Quarti di finale
| Squadra 1        | Risultato   | Squadra 2    |
| ---------------- | ----------- | ------------ |
| PAOK             | 1 – 2 (dts) | Atromītos    |
| Olympiacos       | 4 – 0       | Paniōnios    |
| OFI Creta        | 3 – 0       | Panserraïkos |
| Asteras Tripolīs | 1 – 0       | Kerkyra      |

| Arbitro: | Georgios Kominis |

|                 |           |                         |
| Lino 29’ (rig.) | Marcatori | 90’ Fytanidis 91’ Brito |

| Arbitro: | Alexandros Aretopoulos |

|                                       |           |  |
| Pantelić 12’ 65’ Diogo 78’ Abdoun 87’ | Marcatori |  |

| Arbitro: | Ioannis Delfakis |

|                                          |           |  |
| Tavlaridis 15’ Papoulis 45+2’ Zorbas 89’ | Marcatori |  |

| Arbitro: | Georgios Daskalopoulos |

|             |           |  |
| Solakis 44’ | Marcatori |  |

## Semifinali
| Squadra 1  | Totale      | Squadra 2        | Andata | Ritorno |
| ---------- | ----------- | ---------------- | ------ | ------- |
| Atromītos  | 2 – 2 (gfc) | Asteras Tripolīs | 0 – 0  | 2 – 2   |
| Olympiacos | 1 – 0       | OFI Creta        | 1 – 0  | 0 – 0   |

### Andata
| Peristeri 21 marzo 2012, ore 16:30 UTC+2 | Atromītos           | 0 – 0 | Asteras Tripolis | Stadio Peristeri\| Arbitro: \| Michael Koukoulakis \| |
| Arbitro:                                 | Michael Koukoulakis |       |                  |                                                       |

| Arbitro: | Athanasios Giachos |

|              |           |  |
| Mellberg 81’ | Marcatori |  |

### Ritorno
| Arbitro: | Anastassios Kakos |

|                                     |           |                         |
| Rogério 21’ (pen.) Ximo Navarro 46’ | Marcatori | 15’ Tatos 72’ Mitroglou |

| Candia 4 aprile 2012, ore 19:00 UTC+2 | OFI Creta     | 0 – 0 | Olympiacos | Stadio Pankritio\| Arbitro: \| Ilias Spathas \| |
| Arbitro:                              | Ilias Spathas |       |            |                                                 |

## Finale
| Arbitro: | Spathas (Il Pireo) |

| |              | |
| Iglesias 75’ | Marcatori    | 29’ Djebbour 119’ Fuster                                                                                              |
| · Itandje · Thomas · Fyntaridis · Skondras · Oikonomou · Epstein · Iglesias · Brito · Dimoutsos · Tatos · Mitroglou | Formazioni   | · Carroll · Mellberg · Holebas · Papadopoulos · Torosodis · Makoun · Orbaiz · Abdoun · Maniatīs · Mirallas · Djebbour |
| · Radman · Karamanos · Sfakianakis · Zuela · Nastos · Ballas · Karagkounīs                                          | Sostituzioni | · Megyeri · Fetfatzidīs · Fuster · Modesto · Diamantakos · Potouridis · Marcano                                       |
| Dōnīs | Allenatori   | Valverde |